# Marianergymnasium Marijampolė
Das Marianergymnasium Marijampolė (lit. Marijampolės marijonų gimnazija, MMG) ist ein privates Gymnasium und eine Konfessionsschule in der litauischen Stadt Marijampolė. Der Gründer und Träger der Schule ist die Litauische Provinz der Marianer im römisch-katholischen Bistum Vilkaviškis.

## Geschichte

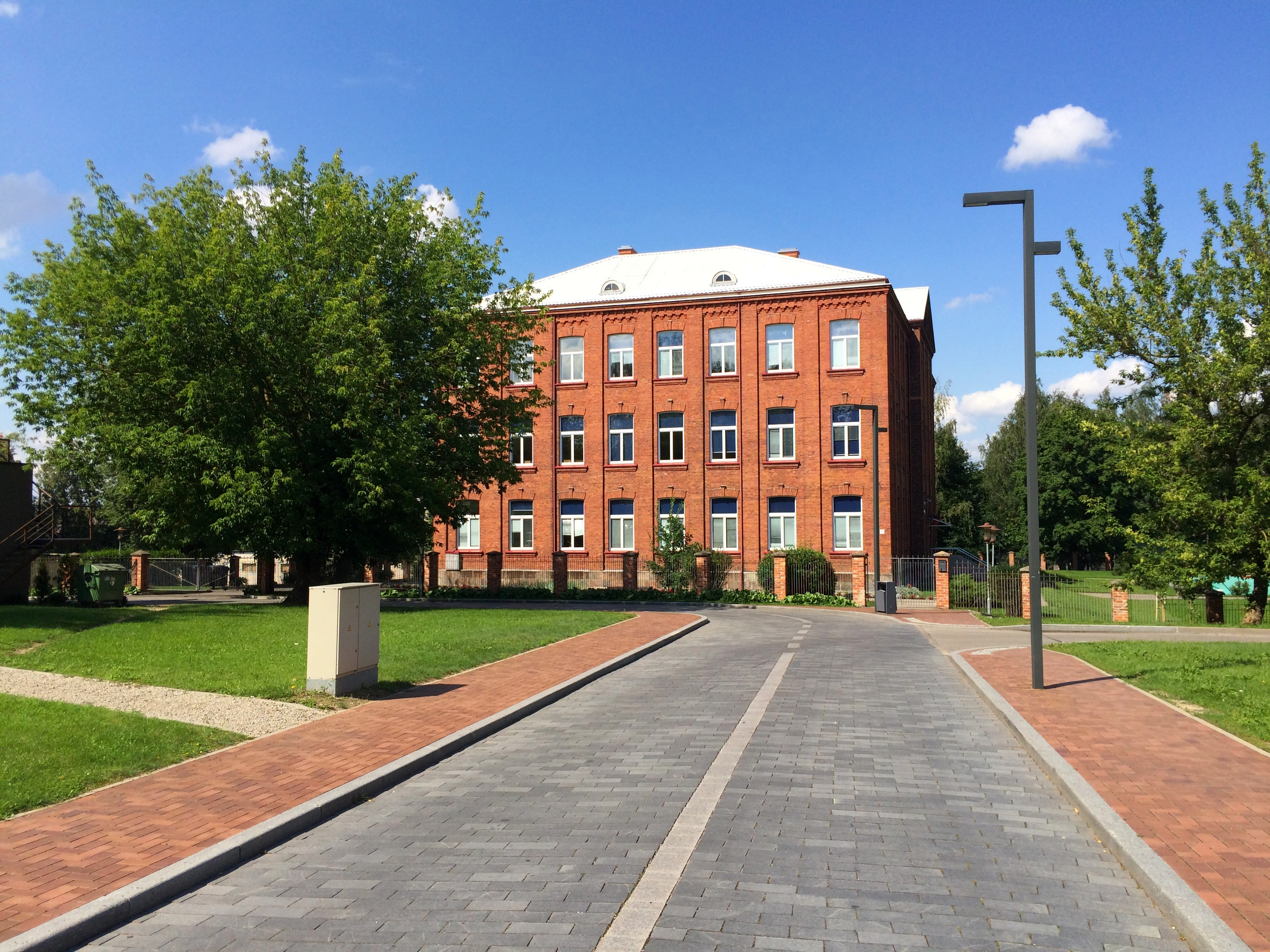
Zugang

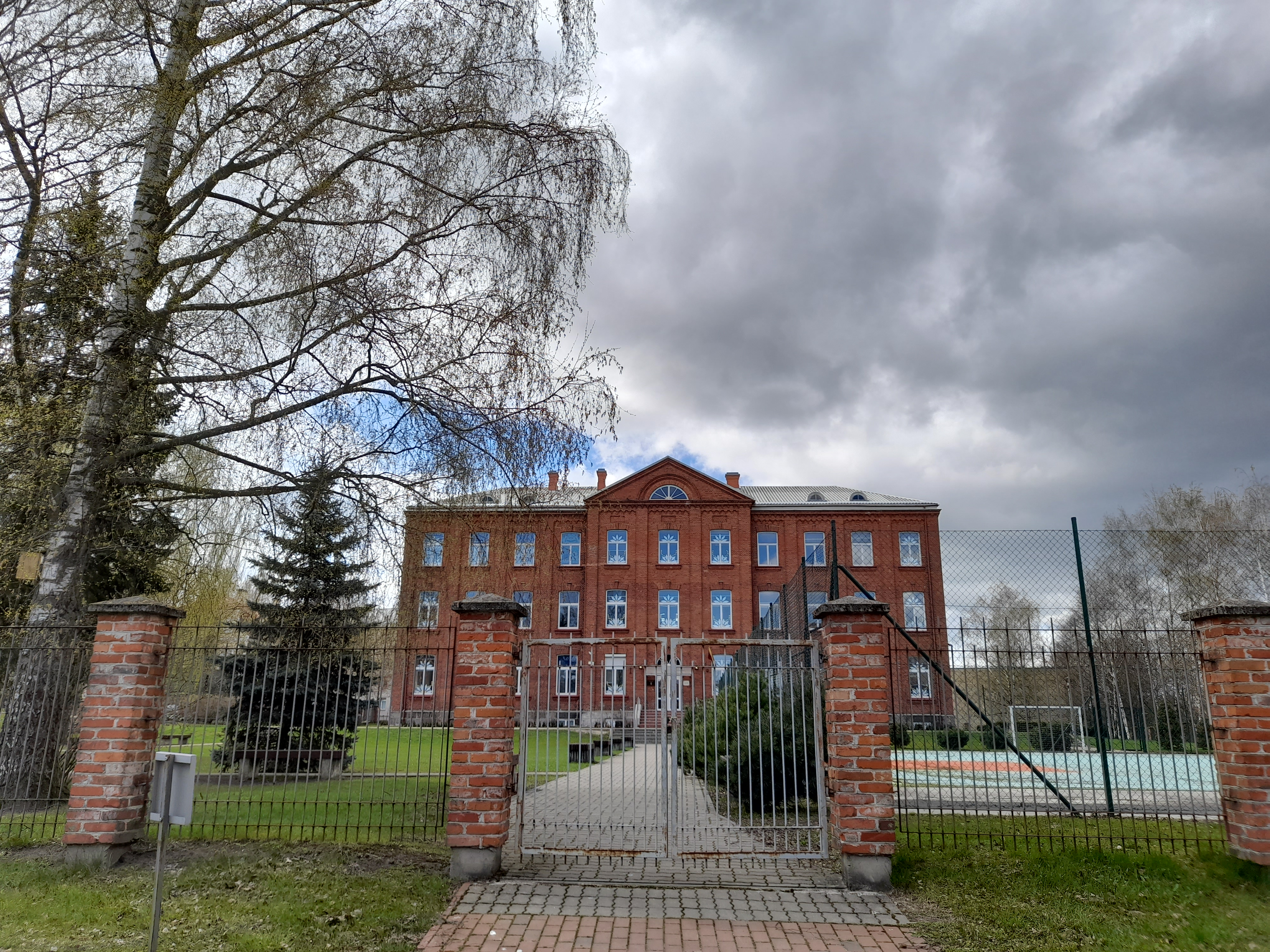
Schulhoftor

Im Jahr 1921 erlaubte das Bildungsministerium der Republik Litauen den Marianern, eine private höhere Schule in Marijampolė zu gründen. 1923  wurde ein dreistöckiges Juvenat (ein Gymnasium mit einem Wohnheim) auf dem Territorium des Klosters gebaut. Im selben Jahr wurde das Gymnasium öffentlichen Schulen gleichgestellt. In der Klasse waren 20 bis 30 Jugendliche. Auf das Gymnasium wurden Jungen ab zwölf Jahren aufgenommen. Im ersten Schuljahr war die Ausbildung kostenlos. Drei Jahre später musste man jedoch 50 Litas für die Ausbildung und 5 Litas für die Abschlussprüfungen bezahlen. Der Schulträger bemühte sich, möglichst viele Kinder armer Eltern aufzunehmen und sie vom Schulgeld zu befreien. Eine große Anzahl von Schülern lebte im Schulheim. Für das Wohnheim musste man monatlich 35 Litas bezahlen.
Die wichtigste Aufgabe des Gymnasiums war es, junge Menschen auf ein Hochschulstudium vorzubereiten und Kandidaten für die Kongregation der Marianer heranzubilden. Neben Sprachen wurde großer Wert auf Philosophie, Physik, Mathematik, Natur- und Sozialwissenschaften, Geschichte, Technisches Zeichnen, Kalligrafie und Körperkultur gelegt.
1940 schlossen die sowjetischen Besatzer  das Gymnasium während der Ersten UdSSR-Okkupation. Seine Vermögenswerte (Büroarchiv, Landkarten, Gemälde, Münzen usw.) wurden dem staatlichen Jungengymnasium Marijampolė übergeben.
Am 16. Oktober 1997  gründete der Bischof Juozas Žemaitis MIC (1926–2021) die Marianische Schule per Dekret. Das Gebäude des früheren Gymnasiums war stark beschädigt und musste zunächst saniert werden. Die Schule  brauchte nicht nur materielle Unterstützung, sondern auch die Zusammenstellung eines Lehrerteams. Der Schule wurden die Räumlichkeiten zunächst von der Želmenėliai-Kindergarten-Grundschule  und später von der 5. Sekundarschule Marijampolė zur Verfügung gestellt. Am 1. September 2000 eröffnete man das sanierte Schulgebäude. 2003 wurde die Schule  zur Marianer-Sekundarschule Marijampolė (lit. Marijampolės marijonų vidurinė mokykla), 2007 zum Gymnasium. Am 21. April 2008 wurde der neue Name im Register der juristischen Personen eingetragen.  Im November 2022 wurden 60 Mitarbeiter am Gymnasium beschäftigt.

## Bildung
Am Gymnasium werden drei unter anderem Fremdsprachen (Englisch, Deutsch, Russisch), Staatsbürgerkunde, Wirtschaft, Religionsunterricht, Technologien, Sicherheit des Menschen, Informationstechnologien und Choreografie unterrichtet.
Das Gymnasium nimmt am Erasmus+-Programm der Europäischen Union zur Förderung der Zusammenarbeit von Bildungseinrichtungen und die Mobilität (in Madrid, Spanien) teil. Zum Nachmittagsunterricht gehören Workshops wie Chor, Naturkunde, Kreatives Studio, Begabte Mathematiker, Theater, Literatengruppe, Programmierung, Computer-Projektierung, Tanz, Informatik, Englisch mit Spaß, Kleines Labor, Wirtschaft, Junge Forscher.

## Lehrer
- Liudvikas Povilonis (1910–1990),  Erzbischof